# Darkthrone
Darkthrone (v překladu temný trůn) je norská blackmetalová kapela založená v roce 1986 pod názvem Black Death (černá smrt) v norském městě Kolbotn. Název Darkthrone používá od roku 1987. Ústřední dvojicí skupiny jsou bubeník Fenriz a kytarista, baskytarista a zpěvák Nocturno Culto. Kapela začínala s death metalem, na počátku 90. let 20. století přeorientovala svou tvorbu na black metal. Později přidala do tvorby další prvky, např. heavy metal.
V roce 1991 vyšlo první studiové album s názvem Soulside Journey.

## Diskografie

### Demo nahrávky
- Trash Core '87 (1987) – pod názvem Black Death
- Black Is Beautiful (1987) – pod názvem Black Death
- Land of Frost (1988)
- A New Dimension (1988)
- Thulcandra (1989)
- Cromlech (1989)

### Studiová alba
- Soulside Journey (1991)
- A Blaze in the Northern Sky (1992)
- Under a Funeral Moon (1993)
- Transilvanian Hunger (1994)
- Panzerfaust (1995)
- Goatlord (1996)
- Total Death (1996)[3]
- Ravishing Grimness (1999)
- Plaguewielder (2001)
- Hate Them (2003)
- Sardonic Wrath (2004)
- The Cult Is Alive (2006)
- F.O.A.D. (2007)
- Dark Thrones and Black Flags (2008)
- Circle the Wagons (2010)
- The Underground Resistance (2013)[1]
- Arctic Thunder (2016)
- Old Star (2019)
- Eternal Hails...... (2021)
- Astral Fortress (2022)
- It Beckons Us All...... (2024)

### EP
- Under beskyttelse av mørke (2005)
- NWOBHM (New Wave of Black Heavy Metal) (2007)

### Kompilace
- Preparing for War (2000)
- Preparing for War (Special Edition) (2005)
- Frostland Tapes (2008)
- Sempiternal Past - The Darkthrone Demos (2011)
- Introducing Darkthrone (2012)
- Peaceville Presents... Darkthrone (2013)
- Black Death and Beyond (2014)
- The Wind of 666 Black Hearts (2016)
- Thulcandra (2023)